# 헥터 몬세구르
헥터 재비어 몬세구르(Hector Xavier Monsegur, 1983년 출생)는 온라인 가명 사부(Sə'buː, Sæ'buː)로도 알려져 있으며, 미국의 컴퓨터 해커이자 해킹 그룹 룰즈섹의 공동 설립자이다. 몬세구르는 FBI의 정보제공자가 되어, 124년의 징역형을 선고받을 위기에 처한 가운데 룰즈섹 및 관련 그룹의 다른 해커들을 식별하는 데 10개월 이상 기관을 도왔다. 룰즈섹은 뉴스 코퍼레이션, 스트랫포, 영국 및 미국 법 집행 기관, 아일랜드 정당 피너 게일과 같은 조직의 일에 개입했다.
사부는 그룹이 공개한 IRC 채팅에서 눈에 띄게 등장했으며, "프리 토피아리" 캠페인을 지지한다고 주장했다. 디 이코노미스트는 사부를 룰즈섹의 6명의 핵심 멤버 중 한 명으로 언급했다.

## 어린 시절, 가족 및 정규 교육
헥터 몬세구르는 뉴욕에서 16세 아버지와 40세 할머니 밑에서 자랐다. 그의 아버지와 이모가 헤로인 판매로 체포된 후, 몬세구르는 할머니와 함께 뉴욕의 리스 하우시스 (또한 서민 주택으로도 알려짐)로 이사했다.
어린 나이에 몬세구르는 컴퓨터에 관심을 갖게 되었다.
워싱턴 어빙 고등학교에 다니던 중, 몬세구르는 학교 컴퓨터 시스템을 고치기 위해 드라이버를 가져왔다가 경비원에게 질책을 받았다. 모욕감을 느낀 그는 학교 행정부에 여러 차례 불만을 제기했다. 그의 불만은 "위협적"으로 간주되어 퇴학당했다. 이 사건 이후 그는 정규 교육을 중단했다.

## 해킹 경력
해킹에 대한 초기 경험은 14세 때 해병대가 비에케스섬에서 시험 범위 밖으로 폭격을 시작하면서 푸에르토리코 사람이 우연히 사망한 사건이었다. 이에 대한 반응으로, 몬세구르는 미국 정부의 푸에르토리코인 대우에 항의하는 메시지로 다양한 웹사이트를 훼손했다. 해킹했던 사이트 중에는 "안녕하세요, 저는 사부입니다. 지금은 특별한 사람이 아닙니다."라는 문구가 들어가기도 했다.
2010년, 할머니의 사망 이후, 그는 재정적으로 부양할 수 없었던 두 명의 사촌 여동생의 위탁 양육자가 되었고, 이로 인해 해킹을 시작했다. 주로 신용카드 사기를 저지르며, 대기업 은행 계좌를 표적으로 삼았다. 처음에는 돈벌이를 위한 해킹에만 관심이 있었지만, 시간이 지나면서 핵티비즘에 관심을 갖게 되었고, 이어 정치 해커 그룹 어나니머스의 부상과 시기를 같이하여, 그는 "사부"라는 별명으로 어나니머스에 합류했다.
이읃고, 사부는 어나니머스 멤버 6명으로 구성된 별도의 새로운 해킹 그룹의 리더가 되었다. 이 새로운 그룹의 이름은 룰즈 시큐리티 (자주 룰즈섹으로 약칭됨)으로 룰즈섹은 정치적 동기를 가진 일부 해킹을 수행했지만, 룰즈섹이 수행한 대부분의 해킹은 주로 "롤즈"라고 묘사하는 유머 스타일에서 동기를 얻었다. 룰즈섹은 "50일간의 롤즈"라고 불리는 기간 동안만 활동했다. 이 기간 동안 그들의 목표에는 뉴스 코퍼레이션, 소니그룹, 그리고 CIA의 공식 웹사이트가 포함되었다.
사부는 경쟁 해커 그룹인 백트레이스 시큐리티에 의해 2011년 3월 11일, "Namshub"이라는 PDF 출판물(수메르어로 "주문"을 뜻하는 단어에서 유래)에서 "Hector Montsegur" [sic]로 식별되었다. 백트레이스 시큐리티는 자경단식 핵티비즘에 대해 비판적이 된 전 어나니머스 멤버들로 구성된 그룹이었다. 그룹의 한 멤버는 그들의 동기를 "불공정하고 반민주적인 전술을 사용하여 정의와 민주주의를 위해 싸울 수 없다"고 설명했다. 백트레이스 시큐리티는 사부가 실수로 자신의 개인 웹사이트 링크를 게시한 IRC 채팅 로그를 통해 그의 신원을 알아냈다.

## 체포 및 유죄 인정
연방 요원들은 2011년 6월 7일 몬세구르를 체포했다. 다음 날, 몬세구르는 FBI의 정보제공자가 되어 "사부" 페르소나를 계속 유지하는 데 동의했다. 보석 심리 며칠 후, 몬세구르는 컴퓨터 해킹 공모, 사기 목적으로 컴퓨터 해킹, 접속 장치 사기 공모, 은행 사기 공모, 가중 신원 도용 등 12개 혐의에 대해 유죄를 인정했다. 그는 최대 124년의 징역형을 선고받을 위기에 처해 있었다.

## FBI 정보제공자로서의 활동
정보제공자로서 몬세구르는 FBI에 어나니머스, 룰즈섹 및 AntiSec 그룹과 관련된 다른 5명의 해커를 체포하는 데 필요한 세부 정보를 제공했다. FBI는 해킹이 이루어질 자체 서버를 제공했다. 몬세구르가 제공한 정보는 영국 해커 제임스 제프리와 라이언 클리어리의 체포로도 이어졌다. FBI는 몬세구르를 이용해 보안 통신 소프트웨어 크립토캣의 개발자 나딤 코베이시를 함정에 빠뜨리려 했으나 실패했다.
몬세구르는 2012년 3월 6일까지 자신의 위장을 유지했으며, 연방 정부에 대한 "반대"를 마지막 순간까지 트윗했다. 2012년 3월 6일, FBI는 영국인 2명, 아일랜드인 2명, 미국인 1명 등 남성 용의자 5명을 체포했다고 발표했다. 어나니머스는 사부의 정체 폭로와 룰즈섹 배신에 대해 트위터에서 "#어나니머스는 히드라다, 머리 하나를 자르면 두 개가 다시 자란다"고 반응했다.
2014년 5월 말 검찰이 제출한 법원 서류에 따르면 몬세구르는 2011년 이후 3년간 사이버 공격 300건을 막았으며, 여기에는 NASA, 미국 군대, 언론사 등에 대한 계획된 공격이 포함되었다.
몬세구르는 체포 후 7개월을 복역했지만, 그 이후 선고를 기다리며 자유롭게 지냈다. 2014년 5월 27일 선고에서 그는 FBI에 협조한 공로로 "기결 기간"을 인정받아 1년간의 보호관찰과 함께 석방되었다.

## 출소 후 경력
출소 후 몬세구르는 화이트햇 해커로 일하며 모의 침투 테스트를 수행하고 있다.